# 189011 Ogmios
189011 Ogmios è un asteroide Amor. Scoperto nel 1997, presenta un'orbita caratterizzata da un semiasse maggiore pari a 1,5003155 UA e da un'eccentricità di 0,2323121, inclinata di 18,69620° rispetto all'eclittica.